# Classement BSWW
Le classement BSWW est un classement mondial des équipes nationales de beach soccer mis en place par la Beach Soccer Worldwide et la FIFA après chaque édition de la Coupe du monde de beach soccer.

## Mondial

### Déroulement
Les nations sont classées en fonction de leur participation aux cinq éditions de la Coupe du monde de beach soccer entre 2005 et 2009, les équipes les plus performantes étant les mieux classées. Un système de points est utilisé, ceux-ci étant attribués sur la base des résultats des matchs joués à la Coupe du monde. Trois points pour une victoire dans le temps règlementaire, deux points pour une victoire en prolongation ou aux tirs au but et aucun point pour une défaite. Dans le cas où deux équipes nationales ont le même nombre de points, celle qui a disputé le moins de matchs pour atteindre ce total est classée devant l'autre. Les équipes qui n'ont pas pris part à une coupe du monde depuis 2005 ne peuvent marquer des points et ne sont donc pas recensées. La formule suivante est utilisée :
{\displaystyle {\text{Points gagnés}}=(3\times {\text{Nombre de victoires dans le temps réglementaire}})+(2\times {\text{Victoires après prolongation ou penalty}})}

### Classement en 2013
Le tableau suivant présente les 30 pays s'étant qualifiés pour au moins une coupe du monde de beach soccer entre 2006 et 2013 :
| #  | Évol.         | Pays             | Matchs joué | Victoire | Victoire ap | Pts gagnés | Confédération |
| -- | ------------- | ---------------- | ----------- | -------- | ----------- | ---------- | ------------- |
| 1  | en stagnation | align=center\|36 | 31          | 3        | 99          | CONMEBOL   |               |
| 2  | 4             | align=center\|23 | 16          | 1        | 47          | UEFA       |               |
| 3  | -1            | align=center\|28 | 11          | 4        | 42          | UEFA       |               |
| 4  | 3             | align=center\|23 | 12          | 1        | 38          | UEFA       |               |
| 5  | en stagnation | align=center\|21 | 11          | 1        | 35          | CONMEBOL   |               |
| 6  | -2            | align=center\|22 | 7           | 5        | 31          | CONMEBOL   |               |
| 7  | 4             | align=center\|16 | 8           | 2        | 28          | UEFA       |               |
| 8  | en stagnation | align=center\|20 | 6           | 4        | 26          | UEFA       |               |
| 9  | 2             | align=center\|14 | 5           | 3        | 21          | CAF        |               |
| 10 | -1            | align=center\|13 | 5           | 2        | 19          | CONCACAF   |               |
| 11 | -1            | align=center\|14 | 5           | 2        | 19          | CAF        |               |
| 12 | en stagnation | align=center\|22 | 4           | 2        | 16          | AFC        |               |
| 13 | en stagnation | align=center\|9  | 5           | 0        | 15          | UEFA       |               |
| 14 | 1             | align=center\|16 | 4           | 1        | 14          | CONCACAF   |               |
| 15 | -1            | align=center\|15 | 4           | 0        | 12          | OFC        |               |
| 16 | 7             | align=center\|9  | 3           | 1        | 11          | OFC        |               |
| 17 | en stagnation | align=center\|9  | 3           | 0        | 9           | CONCACAF   |               |
| 18 | -2            | align=center\|6  | 2           | 0        | 6           | UEFA       |               |
| 19 | -1            | align=center\|12 | 2           | 0        | 6           | AFC        |               |
| 20 | 4             | align=center\|16 | 2           | 0        | 6           | AFC        |               |
| 21 | -2            | align=center\|4  | 1           | 1        | 5           | CONCACAF   |               |
| 22 | -2            | align=center\|7  | 1           | 1        | 5           | AFC        |               |
| 23 | -2            | align=center\|6  | 1           | 0        | 3           | CAF        |               |
| 24 | -2            | align=center\|3  | 1           | 0        | 3           | UEFA       |               |
| 25 | Nouveau       | align=center\|3  | 1           | 0        | 3           | CONMEBOL   |               |
| 26 | Nouveau       | align=center\|3  | 0           | 1        | 2           | UEFA       |               |
| 27 | -2            | align=center\|6  | 0           | 1        | 2           | CAF        |               |
| 28 | 1             | align=center\|3  | 0           | 0        | 0           | CONCACAF   |               |
| 29 | 1             | align=center\|3  | 0           | 0        | 0           | AFC        |               |
| 30 | 1             | align=center\|3  | 0           | 0        | 0           | CONMEBOL   |               |

## Classement européen

### Déroulement
Le système de points utilisé pour classer les pays dans ce tableau est très différent de celui du système pour les pays en coupe du monde. Les points sont gagnés dans les tournois continentaux tout au long de l'année. Ces points sont ensuite additionnés à 70 % de la quantité de points acquis dans l'année précédente et 40 % de la quantité de points gagnés sur l'année d'avant. Par conséquent, pour déterminer les points gagnés par les nations à la fin de l'année 2010, la formule utilisée est :
{\displaystyle {\text{Points gagnés}}={\frac {\text{Points gagnés en 2008}}{100}}\times 40+{\frac {\text{Points gagnés en 2009}}{100}}\times 70+{\text{Points gagnés en 2010}}}
Ce classement est ensuite utilisé pour déterminer la place des équipes dans les compétitions de la Beach Soccer Worldwide pour l'année suivante.

### Classement en 2010
| Classement en 2010 | Classement en 2010                      | Classement en 2010    | Classement en 2010    | Classement en 2010 | Classement en 2010 |
| Rang               | Nation                                  | Points en 2008 (40 %) | Points en 2009 (70 %) | Points en 2010     | Total de points    |
| ------------------ | --------------------------------------- | --------------------- | --------------------- | ------------------ | ------------------ |
| 1                  | align=center\|395 (158)                 | 645 (452)             | 860                   | 1470               |                    |
| 2                  | align=center\|380 (152)                 | 790 (553)             | 710                   | 1415               |                    |
| 3                  | align=center\|345 (138)                 | 820 (574)             | 430                   | 1142               |                    |
| 4                  | align=center\|360 (144)                 | 590 (413)             | 500                   | 1057               |                    |
| 5                  | align=center\|370 (148)                 | 445 (312)             | 455                   | 915                |                    |
| 6                  | align=center\|335 (134)                 | 385 (270)             | 240                   | 644                |                    |
| 7                  | align=center\|325 (130)                 | 260 (182)             | 330                   | 642                |                    |
| 8                  | align=center\|175 (70)                  | 60 (42)               | 400                   | 512                |                    |
| 9                  | align=center\|310 (124)                 | 125 (88)              | 280                   | 492                |                    |
| 10                 | align=center\|90 (36)                   | 220 (154)             | 300                   | 490                |                    |
| 11                 | align=center\|140 (56)                  | 130 (91)              | 200                   | 347                |                    |
| 12                 | align=center\|270 (108)                 | 120 (84)              | 150                   | 342                |                    |
| 13                 | align=center\|345 (138)                 | 120 (84)              | 110                   | 332                |                    |
| 14                 | align=center\|300 (120)                 | 125 (88)              | 120                   | 328                |                    |
| 15                 | align=center\|115 (46)                  | 180 (126)             | 155                   | 327                |                    |
| 16                 | align=center\|320 (128)                 | 120 (84)              | 100                   | 312                |                    |
| 17                 | align=center\|280 (112)                 | 95 (67)               | 95                    | 274                |                    |
| 18                 | align=center\|155 (62)                  | 120 (84)              | 100                   | 246                |                    |
| 19                 | align=center\|275 (110)                 | 60 (42)               | 60                    | 212                |                    |
| 20                 | align=center\|135 (54)                  | 115 (81)              | 60                    | 195                |                    |
| 21                 | align=center\|230 (92)                  | 60 (42)               | 60                    | 194                |                    |
| 22                 | align=center\|215 (86)                  | 60 (42)               | 35                    | 163                |                    |
| 23                 | align=center style="background:red;"\|0 | 60 (42)               | 115                   | 157                |                    |
| 24                 | align=center\|120 (48)                  | 0                     | 35                    | 83                 |                    |
| 25                 | align=center\|125 (50)                  | 30 (21)               | 0                     | 71                 |                    |
| 26                 | align=center style="background:red;"\|0 | 0                     | 60                    | 60                 |                    |
| 27                 | align=center style="background:red;"\|0 | 30 (21)               | 30                    | 51                 |                    |
| 28                 | align=center\|110 (44)                  | 0                     | 0                     | 44                 |                    |
| 29                 | align=center style="background:red;"\|0 | 60 (42)               | 0                     | 42                 |                    |
| 30                 | align=center\|85 (34)                   | 0                     | 0                     | 34                 |                    |
| 31                 | align=center style="background:red;"\|0 | 0                     | 30                    | 30                 |                    |